# Abd al-Rasul Sayyaf
L'Ustadh ʿAbd Rabbi Rasūl Sayyāf (in arabo عبد رب الرسول سیاف‎?; valle di Paghman, 1946) è un guerrigliero afghano, di matrice fondamentalista islamica.
Ha preso parte alla guerra contro il governo del Partito Democratico Popolare dell'Afghanistan (PDPA) negli anni ottanta, guidando una fazione di Mujahedin dell'Unione Islamica per la Liberazione dell'Afghanistan.
Durante tale guerra, ha ricevuto il sostegno e l'aiuto di volontari arabi che finanziarono i suoi Mujahedin. Si dice che Sayyaf sia stato il primo ad aver invitato Osama bin Laden in Afghanistan. Nel 2005 l'Unione Islamica si trasformò in un partito politico, l'Organizzazione della Da'wa Islamica di Afghanistan. Aderì all'Alleanza del Nord, malgrado le sue strette relazioni con gruppi militanti islamici che si opponevano al suo leader. È stato anche accusato di aver tradito il leader dell'Alleanza del Nord, Aḥmad Shāh Masʿūd, avendo scientemente fornito assistenza ai due assassini che lo uccisero.

## Biografia
Sayyaf parla bene l'arabo (in Afghanistan si parla pashtu, il dari e l'uzbeco) e ha conseguito un diploma in materie religiose islamiche all'Università di Kabul e un master all'Università-moschea di al-Azhar del Cairo. È stato descritto come "un grande, muscoloso uomo con un incarnato chiaro e una folta barba grigia". Alto approssimativamente 1 metro e 83 cm per un peso di 93,4 kg. "In genere indossa uno zucchetto bianco o un ampio turbante, un tradizionale camicione afghano ( shalwar kamiz ), una tunica con ampio pantalone".
Sayyaf era membro della locale Fratellanza Musulmana afghana, fondata nel 1969 da Gulbuddin Hekmatyar e dal Dr. Burhanuddin Rabbani, che aveva forti legami con l'originale e molto più diffusa organizzazione egiziana dei Fratelli Musulmani. L'Ustadh (Professore) ʿAbd al-Rasul Sayyaf è stato professore di una piccola università islamica chiamata La Shariat di Kabul fino al 1973, allorché egli ordì un complotto con Burhanuddin Rabbani, Ahmed Shah Massoud e Gulbuddin Hekmatyar per cacciare il presidente Dawud Khan dalla valle del Panjshir. Il colpo di mano fallì ed egli fu costretto a riparare in Pakistan ma fu arrestato quando rientrò.
Imprigionato dal Partito Democratico Popolare dell'Afghanistan (PDPA), comunista, nell'aprile 1978, fu liberato in circostanze controverse dal leader del secondo PDPA, Hafizullah Amin, che, incidentalmente, aveva la ventura di essere un lontano parente di Sayyaf che, peraltro era stato incarcerato proprio a causa sua. Sayyaf non giunse a Peshawar fino al 1980, dopo l'intervento sovietico nel Paese, e fu riconosciuto dai Pakistani come il leader dell'Unione islamica per la Liberazione dell'Afghanistan (Ittihad-i-Islami Baraye Azadi Afghanistan), una coalizione di vari partiti che combattevano i sovietici e le forze del governo afghano. L'Unione Islamica subito implose e Sayyaf mantenne però in parte quel nome per l'organizzazione che egli aveva costituito (il Tanzim-e Daʿwat-e Islami-ye Afghanistan, تنظیم دعوت اسلامی افغانستان, vale a dire "Organizzazione della Daʿwa islamica in Afghanistan".
Sayyaf combatté contro i sovietici impegnando le loro forze in Afghanistan durante gli anni ottanta, e fu generosamente finanziato dall'Arabia Saudita. Durante il jihād contro i sovietici strinse relazioni forti con Osama bin Laden. Insieme, nell'area di Jalalabad, essi organizzarono una serie di campi d'addestramento, in seguito usati da personale di Al Qaida, con ricoveri e alloggi. Nel 1981 Sayyaf formò e guidò l'Ittihad-i Islami Baraye Azadi Afghanistan, ossia l'Unione Islamica per la Liberazione dell'Afghanistan. Nel 1985 fondò un'università in un campo di rifugiati afghani vicino Peshawar, chiamata Da'wa al-Jihad, (Il richiamo al Jihad), che viene descritta come la "scuola d'eccellenza per il terrorismo". Ramzi Ahmad Yusuf, che organizzò l'attentato al World Trade Center del 1993, la frequentò.
Grazie alle sue eccellenti condizioni di salute, continuò a vivere una vita spartana, rinunciando alle comodità moderne come il materasso e l'aria condizionata; sebbene amasse giocare a tennis in notturna.
Durante il periodo post-bellico, Sayyaf mantenne i suoi campi d'addestramento, usandoli per scopi militari e indottrinando nuove reclute a combattere in aree di conflitto in cui fossero coinvolte popolazioni di fede islamica, quali la Cecenia, la Bosnia ed Erzegovina e il meridione delle Filippine, dove il suo nome ispirò il gruppo Abu Sayyaf. In questi campi, Sayyaf addestrò e sostenne anche il terrorista di al-Qa'ida, d'origine kuwaitiana, Khalid Shaykh Muhammad, dopo che gli era stato presentato dal fratello minore di questi, Zahid, durante la guerra dei Mujaheddin nel 1987.

### Guerra civile afghana
Dopo il forzato ritiro delle demoralizzate forze sovietiche nel 1989 e il rovesciamento del regime di Mohammad Najibullah nel 1992, l'organizzazione di Sayyaf contribuì al vertiginoso peggioramento dei diritti umani in Afghanistan, sottolineato dal suo coinvolgimento nei raccapriccianti e furiosi massacri di Hazara che vivevano nei dintorni di Kabul, con l'Operazione Afshar. Sayyaf è noto per essere un vituperato oppositore del movimento a lui ideologicamente assai prossimo dei talebani - che costituisce la ragione per cui egli si unì all'Alleanza del Nord, malgrado le sue già ricordate affinità religiose e ideologiche con tale movimento.
Nel 1993, durante la guerra civile afghana, la fazione di Sayyaf fu responsabile per aver compiuto "ripetuti massacri umani", quando i suoi mujahidin si scagliarono contro i gruppi minoritari sciiti. Amnesty International riportò che le forze di Sayyaf imperversarono nel villaggio di Afshar.

### La Loya jirga costituzionale
Nel 2003 Sayyaf fu eletto uno dei 502 rappresentanti della Loya jirga costituzionale a Kabul, e guidò uno dei suoi gruppi di lavoro. Originariamente la Loya Jirga intese dividere i 502 delegati casualmente in 10 gruppi di lavoro, ma Sayyaf avanzò un'obiezione, suggerendo che i delegati dovessero invece essere ripartiti nei gruppi di lavoro al fine di assicurare una uguale distribuzione delle diverse esperienze professionali, provenienze dalle varie province afghane, genere e altri criteri ancora. "Coloro che conoscono la Costituzione, gli ʿulamāʾ [studiosi di scienze religiose islamiche], e i giurisperiti dovrebbero essere suddivisi all'interno dei diversi gruppi, così che i risultati delle discussioni e dei dibattiti abbiano una valenza positiva, e più vicini a quelli degli altri gruppi", sostenne Sayyaf.
L'influenza di Abd al-Rasul Sayyaf nella convenzione si fece maggiormente sentire allorché il suo alleato Fazal Hadi Shinwari fu nominato da Hamid Karzai Presidente della Corte Suprema, in violazione della Costituzione, dal momento che Fazal aveva superato l'età massima prevista ed er esperto solo di legge religiosa e non civile. Shinwari manipolò la Corte Suprema grazie a mullah a lui vicini, applicò sanzioni in puro stile talebano e dette nuova veste al temuto Ministro talebano della Promozione della Virtù e della Prevenzione del Vizio, chiamandolo Ministro del Ḥajj e degli Affari Religiosi. Dispiegò inoltre squadroni di persone per impedire la pubblica ostentazione di atteggiamenti "non islamici" fra le donne afghane.

## Rapporto della Commissione dell'11 settembre
Il Rapporto della Commissione sull'11 settembre ricorda che Sayyaf è stato mentore di Khalid Shaykh Muhammad, l'organizzatore-capo dell'"Operazione aeroplani" che culminò nel quadruplo dirottamento dell'11 settembre 2001. Il Rapporto cita anche a p. 149 che "Sayyaf è stato intimo di Aḥmad Shāh Masʿūd, leader dell'Alleanza Afghana del Nord. Quindi lavorare con lui potrebbe aver costituito un problema per Khalid Shaykh Muhammad, giacché bin Laden stava intessendo relazioni col rivale gruppo dei talebani". Sayyaf si dice avesse organizzato l'intervista in cui Ahmad Shah Mas'ud fu assassinato, suscitando il sospetto che egli fosse in realtà coinvolto nell'omicidio di Ahmad Shah Mas'ud.

## Il gruppo Abu Sayyaf
Nel libro di Kathy Gannon, I is for Infidel, From Holy War to Holy Terror: 18 Years in Afghanistan, Gannon afferma che il gruppo Abu Sayyaf (un'organizzazione terroristica filippina), "fu chiamato col suo nome per volere del suo fondatore Abdurajak Janjalani. Janjalani era stato uno studente e un discepolo di Sayyaf, che aveva ricevuto da lui l'addestramento alle armi". Jon Lee Anderson del The New Yorker ricorda anche che "quando i sovietici abbandonarono l'Afghanistan nel 1989 e molti dei jihādisti stranieri lasciarono il Paese, un gruppo di membri dell'Ittihad — alcuni dei quali erano nativi delle Filippine e altri invece arabi — formarono allora l'organizzazione terroristica Abu Sayyaf nelle Filippine".